# محمد عبدالجواد
محمد عبدالجواد (عربی: محمد عبد الجواد؛ زادهٔ ۲۸ نوامبر ۱۹۶۲) بازیکن سابق فوتبال اهل عربستان سعودی است.
وی در تیم ملی فوتبال عربستان ۱۰۳ بازی انجام داده است و عضو این تیم در جام جهانی فوتبال ۱۹۹۴ بوده است.